# بيير سيلفيو برلسكوني
بيير سيلفيو برلسكوني (بالإيطالية: Pier Silvio Berlusconi)‏ رجل أعمال إيطالي (28 أبريل 1969) و هو نجل السياسي الشهير ورئيس الحكومة الإيطالية السابقة سيلفيو برلسكوني.

## روابط خارجية
- بيير سيلفيو برلسكوني على موقع IMDb (الإنجليزية)